# Marianus Pusch

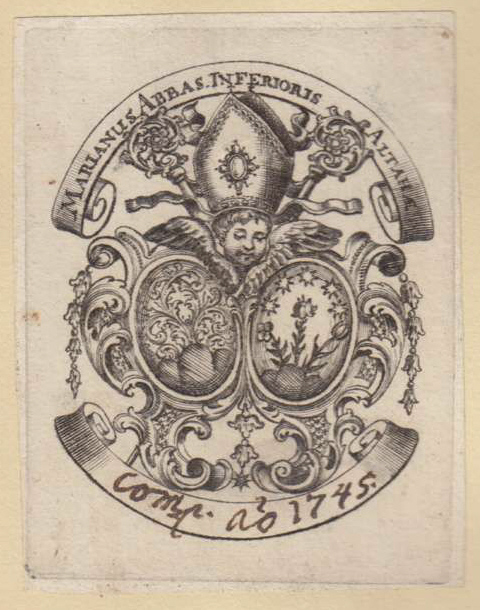
Exlibris des Marianus Pusch

Marianus Pusch, mit Taufnamen Georg Albert Pusch  (* 20. April 1687 in Niederaltaich; † 22. Mai 1746 ebenda), war ein Benediktiner und von 1739 bis 1746 Abt der Abtei Niederaltaich.

## Leben
Der bei seiner Wahl bereits 52-jährige Marianus Pusch hatte 1706 in Niederaltaich die Profess abgelegt und anschließend an der Benediktineruniversität Salzburg die Fächer Philosophie und Theologie studiert, bevor er 1713  die Priesterweihe empfing. Unter Abt Joscio Hamberger diente er als Bibliothekar, Novizenmeister und, von 1718 bis 1732, als Prior sowie zuletzt als Wirtschaftsdirektor, bevor er 1739 zum Abt gewählt wurde. Bereits 1727 war ihm der Titel Apostolischer Protonotar verliehen worden.
Das Abbatiat von Marianus Pusch fiel in die Zeit des Österreichischen Erbfolgekriegs, in dessen Geschehen das Kloster durch seine Grenznähe zu den beiden kriegsführenden Parteien unmittelbar hineingezogen wurde und dessen Auswirkungen auf das Kloster Pusch in seinen Tagebuchaufzeichnungen beschrieb.  So hatte das Kloster wiederholt als Stabsquartier für  die bei Hengersberg errichteten Heereslager zu dienen, so 1743 für Feldmarschall Karl Alexander von Lothringen. Dem österreichischen General Bärnklau zahlte das Kloster 1742 Kontributionen von über 10.000 Gulden, dem Panduren-General Franz von der Trenck 1744 wiederum 1000 Gulden.
Noch während des Krieges, bei dem Deggendorf 1743 vollständig niedergebrannt worden war, ging Marianus Pusch an den Wiederaufbau der schwer getroffenen Region. So ließ er die 1744 zerstörte Pfarrkirche von Kirchberg im Wald wiederaufbauen.
Ein Bruder von Marianus Pusch und späterer Propst von Kloster Sankt Oswald, Gregor Pusch, hatte als Archivar des Klosters bereits unter Abt Joscio Hamberger die vollständige Erfassung des Niederaltaicher Urkundenbestandes in Form eines zwanzigbändigen Urbars durchgeführt. Auf dieser quellenkundlichen Grundlage verfasste er eine unpublizierte dreibändige Geschichte der Abtei Niederaltaich.

## Wappen
Das persönliche Wappen von Abt Marianus lehnt sich eng an das seines Vorgängers, Abt Joscio, an und zeigt über dem Dreiberg des Abteiwappens drei (statt fünf) Blumen unter einem Bogen von fünf Sternen (statt der Sonne).